# Nick Farr-Jones
Nicholas Campbell Farr-Jones (Sydney, 18 aprile 1962) è un ex rugbista a 15, avvocato e dirigente sportivo australiano, mediano di mischia del Nuovo Galles del Sud e campione del mondo nel 1991 con i Wallabies; dal 2010 è membro del consiglio direttivo della federazione rugbistica del Nuovo Galles del Sud.

## Biografia
Proveniente dall'Università di Sydney, nella cui squadra di rugby giocò a livello di club, Farr-Jones esordì nel rugby rappresentativo nel 1984, sia a livello statale per il Nuovo Galles del Sud, sia a livello internazionale negli Wallabies, con cui disputò il primo incontro assoluto il 3 novembre a Twickenham contro l'Inghilterra, nel primo dei quattro vittoriosi incontri del tour nel corso del quale l'Australia conquistò il Grande Slam nelle Isole Britanniche.
Fu successivamente convocato alla Coppa del Mondo di rugby 1987 che l'Australia disputò in casa (le sedi furono equamente divise tra tale Paese e la Nuova Zelanda) e quattro anni dopo scese in campo per la Coppa del Mondo di rugby 1991 nel Regno Unito, che gli Wallabies si aggiudicarono battendo in finale a Twickenham l'Inghilterra.
Al suo ritiro nel 1993 aveva disputato 63 incontri per l'Australia e 46 per la rappresentativa di Stato del Nuovo Galles del Sud.
Nel 1992 fu insignito dell'onorificenza di membro dell'Ordine dell'Australia e nel 1999 fu ammesso nell'International Rugby Hall of Fame.
Di professione avvocato, ha fatto parte del senato accademico dell'università di Sydney e, dal 2010, siede anche nel consiglio direttivo della federazione rugbistica del Nuovo Galles del Sud.
Sempre nel 2010 il Partito liberale australiano propose a Farr-Jones di candidarsi alle primarie per concorrere al seggio di Wentworth al parlamento federale; in precedenza, per lo stesso partito, era stato eletto al consiglio comunale di Sydney.

## Palmarès
- Coppe del mondo: 1
Australia: 1991